# Profezia di Turati al Congresso di Livorno del 1921

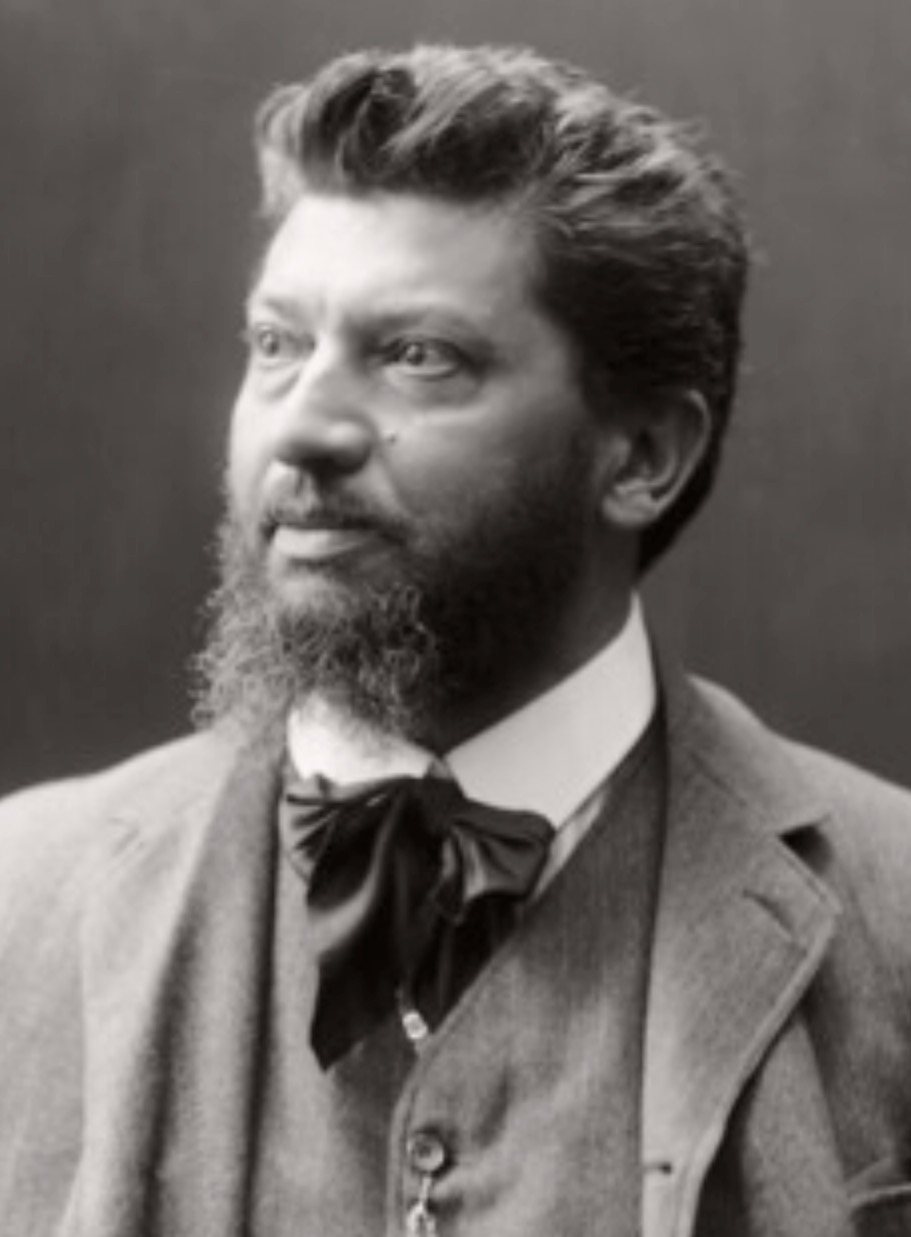
Filippo Turati

La cosiddetta Profezia di Filippo Turati è contenuta nel discorso che l'esponente socialista italiano, all’epoca in minoranza nel PSI, pronunciò il 19 gennaio 1921 in occasione del Congresso di Livorno che sancì l'uscita dei comunisti dal partito.
Agli scissionisti, che anelavano alla rivoluzione violenta, vittoriosa in Russia, Turati ribadiva che «la violenza è propria del capitalismo, non può essere del socialismo» e che è «in ogni caso, un rinnegamento, anche se trionfi per un'ora, poiché apre inevitabilmente la strada alla reazione della insopprimibile libertà della coscienza umana, che ben presto, diventa controrivoluzione, che diventa vittoria e vendetta dei comuni nemici». L'oggetto della "profezia", quindi, sembra presagire, nell'imminenza, l'avvento del fascismo in Italia e, a lungo termine, la caduta del comunismo sovietico (1989).

## Presupposti e contenuti

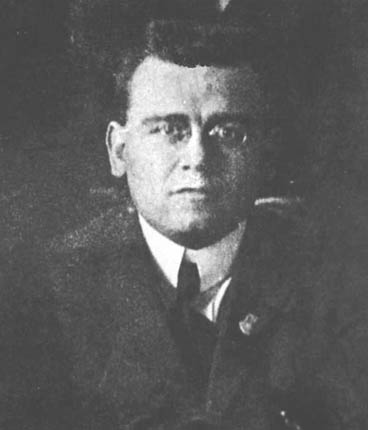
Amadeo Bordiga

I delegati davanti al Teatro Goldoni di Livorno il 15 gennaio 1921, giornata inaugurale del XVII Congresso del Partito Socialista Italiano

Nel dopoguerra, dopo la Rivoluzione d'ottobre e l'instaurazione del governo dei Soviet in Russia, il PSI si spostò sempre più su posizioni rivoluzionarie, anche su pressione di Lenin, che impose ai partiti socialisti e socialdemocratici europei l'adesione ai 21 punti da lui dettati.
Il rifiuto della componente massimalista del PSI, guidata dal segretario Costantino Lazzari e dal nuovo direttore dell'Avanti!, Giacinto Menotti Serrati, di aderire a questa imposizione, che avrebbe comportato l'immediata espulsione dei riformisti, maggioritari nel gruppo parlamentare, determinò, nel corso del XVII congresso socialista di Livorno del gennaio 1921, l'uscita dal PSI della componente comunista, guidata da Amadeo Bordiga, che diede vita al Partito Comunista d'Italia, legato direttamente a Mosca.
Turati intervenne al Congresso nel pomeriggio del 19 gennaio, dimostrando il profondo dissenso ideologico che lo separava dai comunisti: egli dichiarò il suo netto rifiuto di ogni soluzione rivoluzionaria violenta e s'impegnò in una strenua difesa del riformismo socialista e della sua «opera quotidiana di creazione della maturità delle cose e degli uomini», che sarebbe sopravvissuta al «mito russo».

### Passi principali del discorso
Turati iniziò il discorso evidenziando che ciò che divide il socialismo riformista dal comunismo rivoluzionario non è l'ideologia in generale, ma l'uso di tre mezzi: la violenza, la dittatura del proletariato e la coercizione del pensiero.
Primo fra questi la violenza, che per noi non è, e non può essere, programma, che alcuni accettano pienamente e vogliono organizzare [commenti], altri accettano soltanto a metà (unitari comunisti o viceversa).
Altro punto di distinzione è la dittatura del proletariato, che per noi, o è dittatura di minoranza, e allora non è che dispotismo, il quale genererà inevitabilmente la vittoriosa controrivoluzione, o è dittatura di maggioranza, ed è un evidente non senso, una contraddizione in termini poiché la maggioranza è la sovranità legittima, non può essere la dittatura.
Terzo punto di dissenso è la coercizione del pensiero, la persecuzione, nell'interno del Partito, dell'eresia, che fu l'origine ed è la vita stessa del Partito, la grande sua forza salvatrice e rinnovatrice, la garanzia che esso possa lottare contro le forze materiali e morali che gli si parano di contro.»
Tutti e tre questi mezzi, secondo l'oratore, sono riconducibili al culto della violenza  da parte dei "rivoluzionari".
Ora, sostiene Turati, il culto della violenza è proprio del capitalismo, minoritario nella società, e non del socialismo che è espressione della maggioranza.
La violenza è il sostitutivo, è il preciso contrapposto della forza. È anche un segno di scarsa fede nella idea che si difende, di cieca paura delle idee avversarie. È, insomma, in ogni caso, un rinnegamento, anche se trionfi per un'ora, poiché apre inevitabilmente la strada alla reazione della insopprimibile libertà della coscienza umana, che ben presto, diventa controrivoluzione, che diventa vittoria e vendetta dei comuni nemici. (...)
Con la violenza che desta la reazione, metterete il mondo intero contro di voi. Questo è il nostro pensiero di oggi, di ieri, di sempre, ma sopra tutto in periodo di suffragio universale: quando voi tutto potrete se avete coscienza e, se no, nulla potrete ad ogni modo.»
Turati giunge così al nucleo centrale del discorso, nel quale esprime la sua "cosiddetta" profezia.
Avrete allora inteso appieno il fenomeno russo, che è uno dei più grandi fatti della storia, ma di cui voi farneticate la riproduzione meccanica e mimetistica, che è storicamente e psicologicamente impossibile, e, se possibile fosse, ci ricondurrebbe al Medio evo.
Avrete capito allora, intelligenti come siete [ilarità], che la forza del bolscevismo russo è nel peculiare nazionalismo che vi sta sotto, nazionalismo che del resto avrà una grande influenza nella storia del mondo, come opposizione ai congiurati imperialismi dell'Intesa e dell'America, ma che è pur sempre una forma di imperialismo.»
Turati conclude distinguendo la "rivoluzione violenta" dall'azione democratica. 
E, o compagni, non diviene per altre vie. Ancora una volta vi ripeto: ogni scorcione allunga il cammino; la via lunga è anche la più breve... perché è la sola. E l'azione è la grande educatrice e pacificatrice. Essa porta all'unità di fatto, la quale non si crea con le formule e neppure con gli ordini del giorno, per quanto abilmente congegnati, con sapienti dosature farmaceutiche di fraterno opportunismo. Azione prima e dopo la rivoluzione - perché dentro la rivoluzione - perché rivoluzione essa stessa. Azione pacificatrice, unificatrice. (...)
Ond'è, che quand'anche voi avrete impiantato il partito comunista e organizzati i Soviet in Italia, se uscirete salvi dalla reazione che avrete provocata e se vorrete fare qualche cosa che sia veramente rivoluzionario, qualcosa che rimanga come elemento di società nuova, voi sarete forzati, a vostro dispetto - ma lo farete con convinzione, perché siete onesti - a ripercorrere completamente la nostra via, la via dei social-traditori di una volta; e dovrete farlo perché è la via del socialismo, che è il solo immortale, il solo nucleo vitale che rimane dopo queste nostre diatribe.
E dovendo fare questa azione graduale, perché tutto il resto è clamore, è sangue, orrore, reazione, delusione; dovendo percorrere questa strada, voi dovrete fino da oggi fare opera di ricostruzione sociale. (...)
Ciò che conta è la forza operante, quella forza per la quale io vissi e nella cui fede onestamente morrò uguale sempre a me stesso.
Io combatterei per essa. Io combatterei per il suo trionfo: e se trionferà anche con voi, è perché questa forza operante non è altro che il socialismo.
Evviva il Socialismo!»
Filippo Turati - dal "Discorso al XVII Congresso Socialista del 1921"

## Reazioni e conseguenze
L'intervento di Turati fu particolarmente applaudito anche dai massimalisti: ciò avrebbe spinto successivamente il segretario del partito Egidio Gennari a sottolineare che i riformisti, che hanno sempre rappresentato un pericolo perché non si sono mai tenuti fedeli alla disciplina, «nel partito sono molti di più che non si credeva».
Il consenso riscosso da Turati fece commentare alla sua compagna Anna Kuliscioff come il leader riformista «da accusato e quasi condannato» fosse «diventato trionfatore del congresso».
Nonostante ciò, la componente riformista venne comunque emarginata; prevalsero nel PSI le spinte pseudorivoluzionarie della maggioranza massimalista che, inebriata dalla Rivoluzione d'ottobre, ma priva di iniziativa, non vedeva i pericoli della reazione che provocava.